# هيرونيموس هايردال (سياسي)
هيرونيموس هايردال هو قسيس وجيولوجي وسياسي نرويجي، ولد في 1773 في Aremark ‏ في النرويج، وتوفي في 1847 في Gran, Norway ‏ في النرويج. انتخب member of the Norwegian Constitutional Assembly ‏ عن دائرة  (10 أبريل 1814 – 20 مايو 1814) وانتخب نائب عضو برلمان النرويج ‏ عن دائرة  خلال فترته النيابية ‏ (1827 – 1829).